# Торе Лапило (Лече)
Торе Лапило (итал. Torre Lapillo) је насеље у Италији у округу Лече, региону Апулија.
Према процени из 2011. у насељу је живело 360 становника. Насеље се налази на надморској висини од 5 м.